# 時空警察ヴェッカー
『時空警察ヴェッカー』（じくうけいさつヴェッカー）は、2001年6月21日にオリジナルDVD作品として日本コロムビアから発売された特撮ドラマ。全3巻。時空警察ヴェッカーシリーズの第1作。

## 概要
本作品は当初、特撮ドラマ『千年王国III銃士ヴァニーナイツ』の製作を手掛けたプロデューサー・畑澤和也により、同作に続く特撮ヒロイン作品として構想された。制作当時はテレビシリーズ化が困難だったため、自主制作ベースでのパッケージ作品として制作され、これをパイロット版としてテレビシリーズ化が企画されていたところ、日本コロムビアの目に留まったことからパッケージ作品自体が商品化され、発売に至った。畑澤にとっては監督としてのデビュー作であり、『ヴァニーナイツ』の製作に関わったレイアップが2001年に立ち上げたDVDドラマ専門ブランド「DVV」の第1作でもある。
特撮ドラマ『宇宙刑事シャリバン』『時空戦士スピルバン』の主演俳優である渡洋史が監督に初挑戦することでも話題となった。渡は企画立案・構想時から参加しており、第1巻・第2巻では自ら出演も果たしており、監督を務めたのは全3巻のうち第3巻のみで、畑澤との共同監督である。
全3巻の各巻は過去編、未来編、現在編に位置づけられ、時間と歴史を守る未来の刑事である3人の時空刑事が各巻の主人公となっている。物語は基本的に1話完結であるものの、要所要所でほかの巻と巧みにリンクしている。作風は、1980年代に代表される変身ヒーロー番組が強く意識されており、主人公である時空刑事がクロノスーツと呼ばれる戦闘服に身を包んで戦う変身アクションが主体となっている。1980年代の特撮俳優として活躍した渡が制作に参加していることも、同年代のオマージュの趣を感じさせる要因の一つとされる。
各巻で各主人公を務めた新人女性アイドル3人は「ヴェッカん娘（こ）」の愛称で呼ばれ、各種イベントで活躍した。特にフランスのSF作品コンベンション「カルニスト」に参加し、試写会と主題歌を披露した際は、当時フランスに「宇宙刑事シリーズ」が輸出されて大ブームを巻き起こしていたこともあってか、スタンディング・オベーションまで起きる大喝采を受けたという。後に、同じく渡が携わっている縁で、テレビ作品『アイドル刑事S』にも「ヴェッカー編」として、本作品から時空刑事ユリー、ミリーがゲスト出演し、地上波出演を果たした。
本作品をパイロット版としてのシリーズ化へのアプローチはDVD発売後も継続されており、2002年に続編『時空警察ヴェッカーD-02』として実現を果たした。本作品との世界観の共有を示唆するため、本作品の主人公を『D-02』の主人公陣に関連させてレギュラー出演させる案もあったが、諸事情で実現には至らず、第3巻主人公のリリーのゲスト出演に留まった。

## あらすじ
1. Age.1 PAST 時空刑事ユリー 〜時空の輪舞（ときのロンド）〜
西暦2159年。敏腕時空刑事ヴァーンへ、時空の歪みの根源とされる1500年代の調査の任務が下った。しかし500年以上の時間移動は危険極まりなく、ほとんど不可能に近かった。ヴァーンの妹の時空刑事ユリーは、兄と対等に認められない自分に苛立ちを感じていたことから、兄を出し抜いて単身で1500年代へ飛ぶ。
一方、1555年の越後国、鳶の里。伝説の忍者・加藤段蔵は、主君・長尾景虎を討って天下を取ろうと企んでいた。段蔵の娘ゆりは、密かに慕う景虎にこのことを伝えるために里を抜け出すが、執拗な追っ手に討たれ、偶然にもユリーに救われる。
2. Age.2 FUTURE 時空刑事ミリー 〜遥かなるプレリュード〜
西暦2001年。名門校の女子高生・加藤美里はある夜、謎の男たちに襲われ、2166年の未来へ連れ去られた。時空刑事ヴァーンに救われた美里は、あの男たちが時空犯罪者であり、裏商売の商品として過去の時代の女性達を捕えていたことを知らされる。しかしその犯罪者たちが、何とヴァーンと裏取引をしていた。果たしてヴァーンの真意とは?
3. Age.3 PRESENT 時空刑事リリー 〜夢見るラプソディー〜
時空刑事リリーは、時空刑務所への移送中に逃亡した第一級時空犯罪者ギルガを追って、西暦2001年の東京を訪れた。偶然出会った青年・佐久間 伸の家に押しかけたリリーは、捜査を進めつつ、見るもの全てが珍しい21世紀の世界で伸と楽しい生活を送る。しかし、その楽しさが突如として破られる。

## 登場人物

### 主人公
時空刑事ユリー / ユリー・カトー
芳紀17歳の新任時空刑事。唯一の肉親であると同時に先輩時空刑事でもある兄ヴァーンを心から尊敬する一方、常に「時空刑事ヴァーンの妹」呼ばわりされているため、一人前の時空刑事として兄と対等に認められたいというコンプレックスを抱えている。
時空刑事ミリー / 加藤 美里（かとう みり）
名門校・私立美浦学園の高等部3年生。文武共に優秀な生徒会長。また鳶の一族の32代目の忍者でもある。優秀な学業を周囲から疎まれ、孤立しがちな学園生活を送っている。自分を救ったヴァーンの想いに打たれ、彼の遺志を継いで時空刑事となる。本作品の時空警察メンバー中、唯一の現代人。
時空刑事リリー
歴代の優秀なヴェッカーの遺伝子から造り出されたバイオロイドで、時空警察の知識や技能を完璧に備えた特務捜査官。誕生してから僅か5年に過ぎないので、日常の言動は5歳の人間のように無邪気で天真爛漫で、20世紀の生活に憧れている。

### 時空警察のメンバー
時空刑事ヴァーン / ヴァーン・カトー
ヴェッカーの初期メンバーである敏腕時空刑事。数々の時空犯罪を単独で解決しており、時空警察でもヒーロー的な存在。初代ヴェッカーのメンバーでもあった両親をテロリストにより殺害されており、唯一の肉親として遺された妹ユリーを溺愛している。
レイ・ナツキ
時空警察の極東支局長で、かつては初代ヴェッカーの一員であった。ヴァーンの旧友でもあり、彼に絶大な信頼を寄せている。
カイ・ミツヤ
時空警察の科学技術班の主任。ヴァーンの親友で、妹のユリー共々家族同然に育った仲。ユリーを失ったことが彼の心を狂わせ、彼女を捜し出すために禁断の時間移動テクノロジーへと手を伸ばす。

### 過去の世界の人物
加藤 段蔵（かとう だんぞう）
1500年代の越後の忍びの一族、鳶の里の頭領。かつては忠義に篤い人物だったが、近年では奇怪な幻術を使い始め、次第に変貌し始めたという。
加藤 ゆり（かとう ゆり）
加藤段蔵の養女。ユリーと瓜二つの顔を持つ。段蔵を実父同然に慕っていたが、近年では父の豹変ぶりを案じている。

### 未来の世界の人物
時空覇王ギルガ
大規模な時空犯罪組織「λ（ラムダ）」のボス。自分の体に時空転位システムを埋め込むという禁断の時間移動テクノロジーにより、特殊な超能力を持ち、自らを神と名乗っている。

### 現代の世界の人物
佐久間 伸（さくま しん）
2001年の東京郊外に住む冴えない大学生。5年前に事故で家族を失い、広い家に1人暮しの身だが、ひょんなことからリリーと同棲生活を送る羽目になる。
氷室 志摩（ひむろ しま）
大会社の会長を祖父に、同社の社長を母に持つ女性。金の力で多くの男たちを下僕として従えている。ギルガに利用され、ミリーのクロノスーツに身を包んでリリーに挑む。

## キャスト
参照宇宙船YB 2002, p. 153
- 加藤ゆり / 時空刑事ユリー - 天野めぐみ
- 時空刑事ミリー - 土屋美恵子
- 時空刑事リリー - 栗羽美来
- 時空刑事ヴァーン - 渡洋史
- レイ・ナツキ - 夏樹レナ
- シルビア - 松岡恵美
- カイ・ミツヤ、時空覇王ギルガ - 清水一哉
- ナレーター - 政宗一成

### ゲスト
- 用心棒 - 薩摩剣八郎（1、友情出演）
- 加藤段蔵 - 潮哲也（1、特別出演）
- 女幻術師 - 藤井綾子（1）
- 加藤段蔵変身体 - 清水一哉（1）
- 佐久間伸 - 佐藤竜太郎（3）
- 氷室志摩 - 大塚麻恵（3）
- 加藤ゆり・少女時代 - 寺門仁美（3）
- マリー - 澁谷良子（3）
- ユーキ - 西尾勇気（3）
- 時空警察幹部 - 太田きよみ、西尾三枝子、八代万智子、桑原幸子（3）[注 1]
- エキストラ - KiraKira☆メロディ学園（2、3）

### スーツアクター
- 時空刑事ユリー[注 2]、時空刑事ミリー[注 2]：永嶋美佐子
- 時空刑事リリー：大谷亜矢子[注 2]

## スタッフ
- 制作：レイアップ[5]
- 製作：岡田真澄（広美）、中田ルオ（レイアップ）[5]
- 原作：畑澤和也[5]
- 音楽：橋本聰[5]
- 脚本、監督：畑澤和也、渡洋史[5]
- 製作、著作：広美、レイアップ/DVVプロジェクト[5]

## 音楽

### 主題歌
「熱い砂の上のBlood, Sweat & Tears」
- 作詞 - ICHIGEN / 作編曲 - 橋本聰 / 歌 - 天野めぐみ、土屋美恵子、栗羽美来

### 挿入歌
「TIME to TIME」（ユリー・テーマソング）
- 作編曲 - megumi-exe;cute / 作詞・歌 - 天野めぐみ

「君の夢に負けない」（ミリー・テーマソング）
- 作詞 - ICHIGEN / 作編曲 - 橋本聰 / 歌 - 土屋美恵子

「♡ 星月夜 〜StarryNight〜 ♡」（リリー・テーマソング）
- 作編曲 - 橋本聰 / 作詞・歌 - 栗羽美来

## 派生作品
時空警察ヴェッカー ANOTHER EDGE
本作品と同じ世界観で別の物語が展開される漫画作品。作画はいずみことこ、DIX極東支部デザイン課が担当。文化産業新聞社の雑誌『キャラ通』で、2001年7月号から2002年1月号まで連載された。